# Чиста лінія
Чиста лінія (у генетиці) — генотипно однорідні нащадки однієї особини, гомозиготні за більшістю генів і одержані внаслідок самозапилення у рослин або самозапліднення у тварин. Саме такі рослини використовував для схрещування у своїх дослідах родоначальник генетики Мендель. Термін введений у 1903 данським генетиком В. Йогансеном
Вивчення ознак у чистій лінії — важливий метод експериментальної генетики. Чистими лініями називають лінії лабораторних тварин (мишей тощо), одержаних у результаті близьких родинних схрещувань.